# 헵타나이트로큐베인
헵타나이트로큐베인(Heptanitrocubane, 1,2,3,4,5,6,7-heptanitrocubane), 또는 헵타니트로쿠반은 새로운 실험용 고폭발물이며 8개의 탄소가 큐베인을 이루며 옥타나이트로큐베인과 밀접한 관계가 있다. 분자식은 C8HN7O14이며 질량은 419.13204이다. 큐베인 분자의 가장자리에 있는 8개의 수소 원자 가운데 7개는 나이트로기로 대체되며 C8H(NO2)7의 마지막 화학식을 제공한다.
옥타나이트로큐베인과 마찬가지로 안정성과 에너지를 자세히 분석하기에는 헵타나이트로큐베인이 충분하지 않다. 화학 에너지 분석을 기반으로, 현재의 고에너지 표준 폭발물인 HMX와 같은 물질보다 조금 더 나은 성능을 보인다고 가정하고 있다. 그러나 옥타나이트로큐베인만큼은 아니다.
헵타나이트로큐베인은 옥타나이트로큐베인을 합성한 팀인 필립 이튼(Philip Eaton)과 Mao-Xi Zhang이 1999년에 시카고 대학교에서 합성하였다.

## 같이 보기
- HNIW